# VK Dukla Liberec (volley-ball féminin)
VK Dukla Liberec est un club tchèque de volley-ball fondé en 1948 et basé à Liberec, évoluant pour la saison 2019-2020 en UNIQA Extraliga žen.

## Effectifs

### Saison 2020-2021
| No                                       | Nom                                      | Date de naissance                        | Taille                         | Poids                          | Poste                          |
| ---------------------------------------- | ---------------------------------------- | ---------------------------------------- | ------------------------------ | ------------------------------ | ------------------------------ |
| 2                                        | Lucie Kolářová                           | 2 septembre 2000                         | 170                            | 59                             | Libero                         |
| 3                                        | Veronika Trnková                         | 13 octobre 1995                          | 188                            | 88                             | Centrale                       |
| 4                                        | Anna Šotkovská                           | 18 avril 1997                            | 182                            | 72                             | Attaquante                     |
| 5                                        | Kateřina Kohoutová                       | 30 juin 1992                             | 182                            | 66                             | Centrale                       |
| 7                                        | Simona Kopecká                           | 28 novembre 1993                         | 171                            | 68                             | Passeuse                       |
| 8                                        | Lucie Šulcová                            | 23 août 2001                             | 179                            |                                | Réceptionneuse-attaquante      |
| 10                                       | Eva Svobodová                            | 6 mai 1997                               | 181                            |                                | Réceptionneuse-attaquante      |
| 11                                       | Nikola Pišteláková                       | 3 avril 1994                             | 181                            | 77                             | Réceptionneuse-attaquante      |
| 13                                       | Karolína Bartošová                       | 13 mars 2000                             | 175                            |                                | Centrale                       |
| 14                                       | Lenka Ovečková                           | 16 novembre 1995                         | 176                            | 68                             | Passeuse                       |
| 17                                       | Veronika Dostálová                       | 7 avril 1992                             | 170                            | 68                             | Libero                         |
| 22                                       | Dita Gálíková                            | 22 mai 1974                              | 184                            | 78                             | Réceptionneuse-attaquante      |
|                                          |                                          |                                          |                                |                                |                                |
| Encadrement technique                    | Encadrement technique                    |                                          | Légende                        | Légende                        | Légende                        |
| Entraîneur : Libor Gálík                 | Entraîneur : Libor Gálík                 | Entraîneur : Libor Gálík                 | : Capitaine                    | : Capitaine                    | : Capitaine                    |
| Entraîneur(s) adjoint(s) : Dita Gálíková | Entraîneur(s) adjoint(s) : Dita Gálíková | Entraîneur(s) adjoint(s) : Dita Gálíková | : Joueuse blessée actuellement | : Joueuse blessée actuellement | : Joueuse blessée actuellement |